# Yoshikazu Nagai
Yoshikazu Nagai, född 16 april 1952 i Saitama prefektur, Japan, är en japansk tidigare fotbollsspelare.